# 埃斯特雷馬杜拉語
埃斯特雷馬杜拉語（Estremeñu）是一種羅曼語族語言，在西班牙的埃斯特雷馬杜拉自治區使用。

## 方言

埃斯特雷馬杜拉語通常分為三個分支（北部或「高埃斯特雷馬杜拉語」——artu estremeñu，中部或「中埃斯特雷馬杜拉語」——meyu estremeñu，和南部或「低埃斯特雷馬杜拉語」——bahu estremeñu）。北部方言通常被認為是適當的語言，並在西北埃斯特雷馬杜拉與卡斯蒂利亞-萊昂的西南部薩拉曼卡使用。中部和南部方言的使用者在埃斯特雷馬杜拉、韋爾瓦省、塞維利亞省及安達盧西亞。
在葡萄牙的巴兰科斯小鎮（位於埃斯特雷馬杜拉、安達盧西亞、和葡萄牙的邊界），一個葡萄牙方言稱作「Barranquenho」受到埃斯特雷馬杜拉語的影響。

## 埃斯特雷馬杜拉語的歷史
西部埃斯特雷馬杜拉在收復失地運動時期被萊昂王國奪回，新來的天主教居民使用「古萊昂語」，並於十二世紀左右來到今日的埃斯特雷馬杜拉領土。萊昂王國與卡斯蒂利亞王國聯盟之後，卡斯蒂利亞語慢慢取代了拉丁語作為西班牙官方語言，因此「古萊昂語」漸漸被藐視。
薩拉曼卡大學建立之後，因受到卡斯蒂利亞語之教育影響，原本的古萊昂王國之阿斯圖-萊昂語漸漸被分作阿斯圖里亞斯語、萊昂語及埃斯特雷馬杜拉語。西班牙語在埃斯特雷馬杜拉的擴展也來自南方巴達霍斯省之經濟復甦。
第一次提倡埃斯特雷馬杜拉語的寫作由十九世紀後期出現的一位西班牙著名詩人何塞·加布里埃爾，之前埃斯特雷馬杜拉語只是口頭語言。何塞·加布里埃爾終生住在埃斯特雷馬杜拉北部的卡塞雷斯地區。他寫了許多埃斯特雷馬杜拉語文獻。現今許多人想復興這個語，使埃斯特雷馬杜拉北部變成雙語地區。

## 機構和媒體
在埃斯特雷馬杜拉區域有「APLEx」組織，一本雜誌《Belsana》和一個文化報《Iventia》，專門提倡埃斯特雷馬杜拉語。

## 例子
- 埃斯特雷馬杜拉語：L'estremeñu es una luenga palrá nel noroesti la comuniá autónoma d'Estremaúra
- 西班牙語：El extremeño es una lengua hablada en el noroeste de la comunidad autónoma de Extremadura
- 中文：埃斯特雷馬杜拉語是一種在西班牙的埃斯特雷馬杜拉自治區使用的語言

## 外部連結
- 埃斯特雷馬杜拉語在民族語言報告 （页面存档备份，存于）
- 西班牙語文地圖 （页面存档备份，存于） （西班牙文）
- 埃斯特雷馬杜拉語虛擬圖書館 （页面存档备份，存于）
- APLEx 埃斯特雷馬杜拉文化協會 （页面存档备份，存于）
- 埃斯特雷馬杜拉語文化新聞網站
- 埃斯特雷馬杜拉語言製圖 （页面存档备份，存于）